# Дубцы (платформа)
Ду́бцы — железнодорожная платформа на московском направлении Санкт-Петербургского отделения Октябрьской железной дороги. Располагается в одноимённом пристанционном посёлке Чудовского района Новгородской области, у южной окраины деревни Суворовка. В 600 м к юго-западу от платформы расположена деревня Ефремово.
На станции останавливаются все проходящие через неё пригородные электропоезда.

## Расписание электропоездов
- Расписание электропоездов на сайте СЗППК
- Расписание электропоездов на Яндекс.Расписаниях
- Расписание электропоездов на tutu.ru